# Elthusa sigani
Elthusa sigani är en kräftdjursart som beskrevs av Bruce 1990. Elthusa sigani ingår i släktet Elthusa och familjen Cymothoidae. Inga underarter finns listade i Catalogue of Life.